# 博奕打ち (映画)
『博奕打ち』（ばくちうち）は、1967年1月28日に公開された日本映画。製作は東映（京都撮影所）。『博奕打ちシリーズ』の第1作目。主演は鶴田浩二。

## スタッフ
- 監督：小沢茂弘
- 企画：俊藤浩滋、橋本慶一
- 脚本：小沢茂弘、村尾昭、高田宏治
- 撮影：鈴木重平
- 照明：増田悦章
- 録音：野津裕男
- 美術：鈴木孝俊
- 音楽：津島利章
- 編集：堀池幸三
- 助監督：篠塚正秀
- 記録：塚越恵江
- 装置：稲田源兵衛
- 装飾：清水悦夫
- 美粧：佐々木義一
- 結髪：妹尾茂子
- 衣裳：岩逧保
- 疑斗：谷明憲
- 進行主任：福井良春

## 出演者
- 海津銀次郎：鶴田浩二
- 小菊：桜町弘子
- 桜井丈吉：小池朝雄
- 花沢義松：待田京介
- 黒田万五郎：河津清三郎
- 山波新吉：山城新伍
- 木村忠市：名和宏
- 三やん：芦屋雁之助
- 六やん：芦屋小雁
- 小花：橘ますみ
- 市岡弥助：河野秋武
- おとき：小倉康子
- さい本引きの客：蓑和田良太
- 三雲留夫：河村満和
- 三次：鈴木金哉
- 平七：高並功
- 雄三：野口泉
- 真造：西田良
- 謙太：阿波地大輔
- 水野良平：国一太郎
- 蝶次：結城哲也
- ：市川裕二
- ：大河内広太郎
- ：藤川弘
- ：和田昌也
- 女郎A：波千鶴
- ふく：鶴見久子
- ：紅かほる
- 女郎B：丸平峰子
- おきん：都賀静子
- 大関勇：若山富三郎
- 寛太郎：藤山寛美

## 同時上映
- 『日本侠客伝 白刃の盃』

## シリーズ作品
1. 博奕打ち （1967年、小沢茂弘監督　小沢茂弘・村尾昭・高田宏治脚本）
2. 博奕打ち 一匹竜 （1967年、小沢茂弘監督、小沢茂弘・高田宏治脚本）
3. 博奕打ち 不死身の勝負 （1967年、小沢茂弘監督、小沢茂弘・高田宏治脚本）
4. 博奕打ち 総長賭博 （1968年、山下耕作監督、笠原和夫脚本）
5. 博奕打ち 殴り込み （1968年、小沢茂弘監督、笠原和夫脚本）
6. いかさま博奕 （1968年、小沢茂弘監督、村尾昭・高田宏治脚本）
7. 必殺博奕打ち （1969年、佐伯清監督、棚田吾郎脚本）
8. 博奕打ち 流れ者 （1970年、山下耕作監督、鳥居元宏・志村正浩脚本）
9. 札つき博徒　（1970年、小沢茂弘監督、笠原和夫・志村正浩脚本）
10. 博奕打ち いのち札 （1971年、山下耕作監督、笠原和夫脚本）
11. 博奕打ち外伝 （1972年、山下耕作監督、野上龍雄脚本）